# ი
Das In (ი) ist der neunte Buchstabe des georgischen Alphabets. Der Buchstabe stellt den Laut [⁠ɪ⁠] dar und wird im Deutschen mit dem Buchstaben I transkribiert.
Heute wird im Mchedruli-Alphabet nur noch das ი verwendet. Im historischen Chutsuri-Alphabet gab es noch den Großbuchstaben Ⴈ; das kleingeschriebene Pendant dazu war das ⴈ.
Es war dem Zahlenwert 10 zugeordnet.

## Zeichenkodierung
Das In ist in Unicode an den Codepunkten U+10D8 (Mchedruli) bzw. U+10A8 (Chutsuri-Großbuchstabe) und U+2D08 (Chutsuri-Kleinbuchstabe) zu finden.